# Luis Fernando Herrera
Denne artikel handler om fodboldspilleren, for cykelrytteren Luis Herrera se Luis Herrera
Luis Fernando Herrera Arango (født 12. juni 1962 i Medellín, Colombia) er en tidligere colombiansk fodboldspiller (forsvarer).
Herrera tilbragte hele sin 16 år lange karriere i hjemlandet, hvor han var tilknyttet Atlético Nacional og Independiente i hjembyen Medellin, samt América i Cali. Med Atlético Nacional var han med til at vinde to colombianske mesterskaber samt Copa Libertadores i 1989. Hos América de Cali vandt han ét mesterskab.
Herrera spillede desuden, mellem 1987 og 1996, 61 kampe og scorede ét mål for det colombianske landshold. Han repræsenterede sit land ved både VM i 1990 i Italien og VM i 1994 i USA. Ved begge slutrunder spillede han alle colombianernes kampe. Han deltog også ved tre udgaver af Copa América, i 1987 (bronze), 1991 (nr. 4) og 1993 (bronze).

## Titler
Categoria Primera A
- 1986 med América de Cali
- 1991 og 1994 med Atlético Nacional

Copa Libertadores
- 1989 med Atlético Nacional

Copa Interamericana
- 1989 med Atlético Nacional